# Roxborough Park
Roxborough Park és una concentració de població designada pel cens dels Estats Units a l'estat de Colorado. Segons el cens del 2000 tenia 4.446 habitants.

## Demografia
Segons el cens del 2000, Roxborough Park tenia 4.446 habitants, 1.587 habitatges, i 1.328 famílies. La densitat de població era de 176,8 habitants per km².
Dels 1.587 habitatges en un 43,9% hi vivien nens de menys de 18 anys, en un 77,1% hi vivien parelles casades, en un 4,2% dones solteres, i en un 16,3% no eren unitats familiars. En el 10,3% dels habitatges hi vivien persones soles el 0,8% de les quals corresponia a persones de 65 anys o més que vivien soles. El nombre mitjà de persones vivint en cada habitatge era de 2,8 i el nombre mitjà de persones que vivien en cada família era de 3,03.
Per edats la població es repartia de la següent manera: un 29,4% tenia menys de 18 anys, un 4% entre 18 i 24, un 41,9% entre 25 i 44, un 21,8% de 45 a 60 i un 2,9% 65 anys o més.
L'edat mediana era de 34 anys. Per cada 100 dones de 18 o més anys hi havia 103,5 homes.
La renda mediana per habitatge era de 78.607 $ i la renda mediana per família de 81.281 $. Els homes tenien una renda mediana de 51.543 $ mentre que les dones 35.968 $. La renda per capita de la població era de 36.300 $. Entorn del 2% de les famílies i l'1,7% de la població estaven per davall del llindar de pobresa.

## Poblacions més properes
El següent diagrama mostra les poblacions més properes.